# Walentina Michailowna Gorjunowa
Walentina Michailowna Gorjunowa (russisch Валентина Михайловна Горюнова; * 14. November 1946 in Armawir) ist eine sowjetisch-russische Mittelalterarchäologin.

## Leben
Gorjunowa studierte an der Universität Leningrad (LGU) in der Historischen Fakultät mit Abschluss 1968. Michail Artamonow und Iwan Ljapuschkin waren ihre Lehrer. Ab 1964 nahm sie an Expeditionen in Nordwestrussland links des Dnepr teil (bis 2008). Ab 1967 arbeitete sie als Sekretärin am Lehrstuhl für Archäologie der LGU (bis 1981). Sie leitete 1971–1972, 1975 und 1977–1978 die archäologische  Welikije-Luki-Expedition der LGU.
Wissenschaftliche Mitarbeiterin wurde Gorjunowa 1981 in der Leningrader Abteilung (LOIA) des Moskauer Instituts für Archäologie der Akademie der Wissenschaften der UdSSR, die später das Institut für Geschichte der Materiellen Kultur (IIMK) wurde. Sie leitete 1982–1983, 1985, 1987–1989 und 1991 die LOIA/IIMK-Expedition links des Dnepr.
Gorjunow verteidigte 1988 ihre Dissertation über das Problem der Stadtentstehung in Nordrussland anhand des Städtchens an der Lowat (3 km südlich von Welikije Luki) im 10. bis 12. Jahrhundert mit Erfolg für die Promotion zur Kandidatin der historischen Wissenschaften. 1988–1998 leitete sie die Aspirantur des IIMK. Gorjunowas Forschungsschwerpunkte waren die frühslawische Archäologie, die frühe Stadtkultur in Nordrussland und die Entwicklung der Töpferei, des Schmiedens und der Goldschmiedekunst. 2015 erhielt sie zusammen mit Jewgeni Nossow und Alexei Wjatscheslawowitsch Plochow den Sabelin-Preis der Russischen Akademie der Wissenschaften für die gemeinsame Monografie über eine Wallburg bei Nowgorod und Siedlungen nördlich des Ilmensees.

## Schriften (Auswahl)
- Westslawischer Einfluss auf die frühe Drehscheibenware in Nowgorod. In: Nowgorod. Das mittelalterliche Zentrum und sein Umland im Norden Russlands. Studien zur Siedlungsgeschichte und Archäologie der Ostseegebiete. Wachholtz Verlag, 2002, S. 323–347.
- Early wheel-turned pottery from Ryurik gorodishche (10th century) and certain questions connected with its synchronization with the pottery of Novgorod and Staraya Ladoga. In: The pottery from Medieval Novgorod and its region. The Archaeology of Medieval Novgorod. New York 2006, S. 31–52.